# 아고스티노 카라치

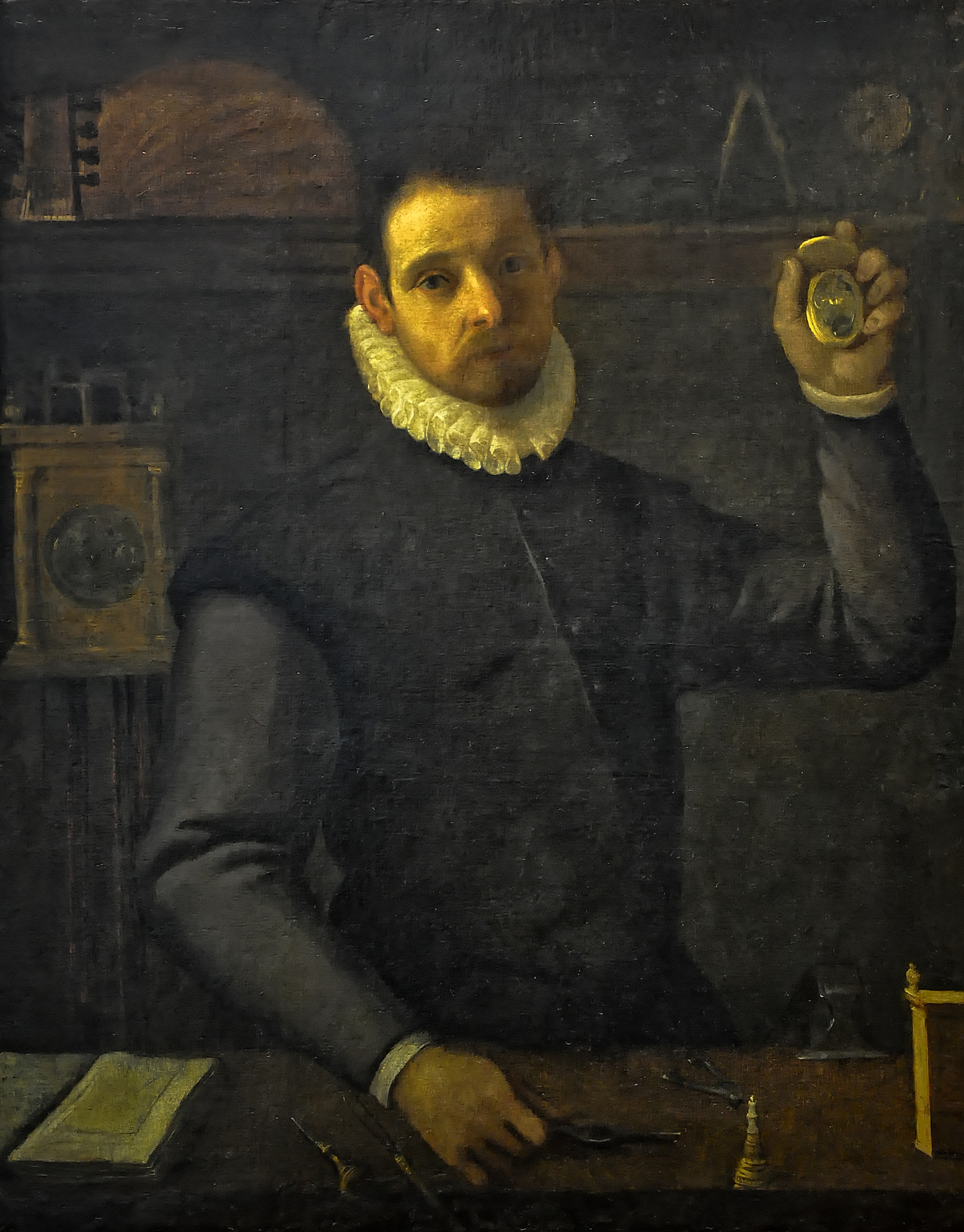
자신을 시계 기술자로 묘사한 아고스티노의 자화상

아고스티노 카라치(이탈리아어: Agostino Carracci 또는 Caracci, 1557년 8월 16일~1602년 3월 22일)는 이탈리아의 화가, 판화가, 태피스트리 디자이너, 미술 교사이다. 그는 동생인 안니발레 카라치와 사촌형인 루도비코 카라치와 함께 볼로냐의 인캄미나티 아카데미(진보주의 아카데미)의 창립자 중 한 명이었다. 이전 수십 년 동안 선호되었던 매너리즘 스타일에 대한 대안을 고안하고자 의도된 이 교육 아카데미는 볼로냐 화파의 화가들이 명성을 얻는 데 도움이 되었다.

## 생애
아고스티노 카라치는 1557년 볼로냐에서 크레모나 출신의 재단사였던 아버지 안토니오 카라치의 아들로 태어났다. 그는 안니발레 카라치의 형이자 루도비코 카라치의 사촌이었다. 처음에 아고스티노는 금세공으로 훈련을 받았다. 그러다 후에 그림을 공부했는데, 먼저 루도비코의 스승이었던 프로스페로 폰타나에게서 그림을 배웠고, 나중에는 바르톨로메오 파사로티에게서 그림을 배웠다. 아고스티노는 안토니오 다 코레조의 작품을 연구하기 위해 파르마로 떠났다. 그는 동생인 안니발레와 함께 베니스에서 오랜 시간을 보냈으며 유명한 판화가인 코르넬리스 코트 밑에서 식각 수업을 받기도 했다. 그는 1574년부터 페데리코 바로치, 틴토레토, 안토니오 캄피, 베로네세, 코레조 등 16세기 거장들의 작품을 모사하는 복제 판화가로 활동했다. 그는 또한 두 개의 에칭을 포함한 몇 가지 원본 판화도 제작했다.

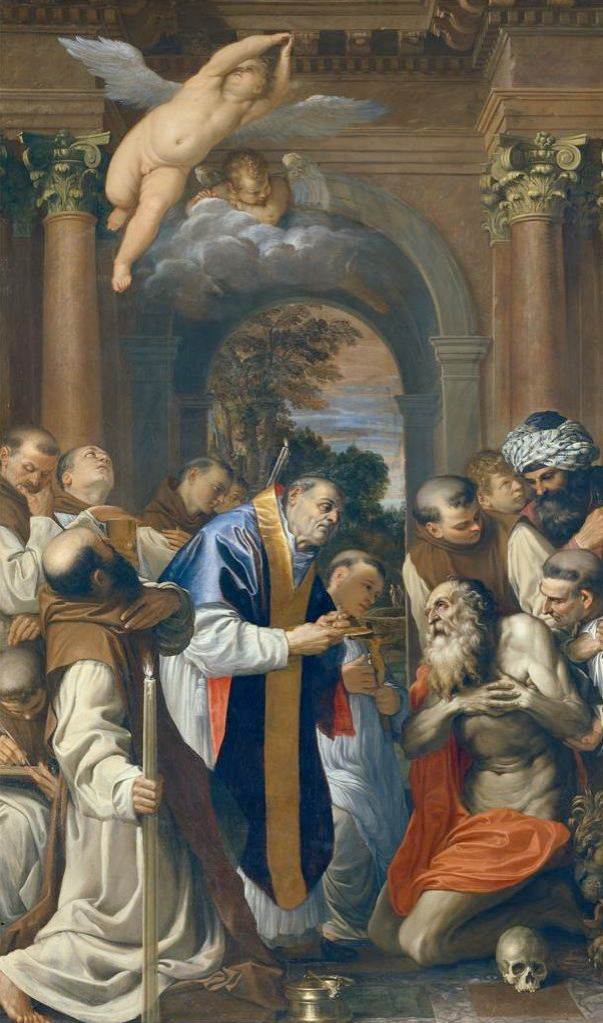
《성 제롬의 마지막 성찬식》, 1592년경, 볼로냐 국립미술관

아고스티노는 베니스(1582, 1587~1589)와 파르마(1586~1587)에 머물며 회화 공부를 했다. 그는 안니발레와 루도비코와 함께 볼로냐에 있는 파바 궁전(《제이슨과 메데아의 역사》, 1584년)과 마냐니 궁전(《로물루스의 역사》, 1590-1592년)에서 일련의 프레스코화 작업을 했다. 1592년에는 그의 걸작으로 여겨지는 《성 제롬의 마지막 성찬식》을 그렸는데, 이 그림은 현재 볼로냐 국립미술관에 소장되어 있다. 1620년, 아고스티노 카라치의 제자였던 조반니 란프란코는 카라치의 또 다른 제자였던 도메니키노가 이 그림을 표절했다고 도메니키노를 고발하기도 했다. 아고스티노의 또 다른 대표작인 1586년 제단화 《성인과 함께 있는 마돈나와 아이》는 파르마 국립미술관에 소장되어 있다. 1598년 카라치는 동생인 안니발레와 함께 로마에 가서 파르네세 궁전의 미술관을 장식하는 작업을 맡았다. 1598년에서 1600년 사이에 제작된 3점의 초상화는 현재 나폴리에 소장되어 있으며, 장르 회화의 대표적인 한 예이다. 1600년, 그는 라누치오 1세 파르네세 공작의 부름을 받아 파르마로 가서 팔라초 델 자르디노 장식을 맡아 진행했지만, 완성되기 전에 사망했다. 그의 친구인 시인 클라우디오 아킬리니(Claudio Achillini)는 그를 위한 비문을 지었는데, 이 비문은 후에 미술사학자 카를로 체사레 말바시아(Carlo Cesare Malvasia)가 쓴 카라치(Carracci)의 일생을 담은 책에 실리기도 했다.
아고스티노의 아들 안토니오 마르치알레 카라치(1583~1618) 역시 화가였으며, 아버지가 설립한 아카데미와 경쟁하기 위해 노력했다.
아고스티노 카라치가 16세기 플랑드르 화가 파올로 피암밍고의 그림 《황금기의 사랑》을 바탕으로 식각한 작품은 앙리 마티스의 1905년 작품 《삶의 행복》에 영감을 주었다.

## 비판적 평가
아고스티노 카라치는 식각 분야에 있어서 의심할 여지 없이 널리 인정받고는 있었지만, 동시대 다른 화가들의 존경을 받으면서도 결국 그의 동생 안니발레의 명성에 가려지게 되었다. 아마 그의 오랜 판화 작업이 그를 불리한 입장에 놓이게 했을지도 모른다. 판화 및 식각 작업으로 인해 창작보다는 모방에 더 관심이 있는 것으로 여겨졌을지도 모르기 때문이다.
예술가들의 전기 모음집(Vite de' pittori, scultori e architetti moderni, 1672)에 아고스티노 카라치를 포함시킨 조반니 피에트로 벨로리 조차도 《성 제롬의 마지막 성찬식》을 제외하고는 그의 활동을 화가로 묘사했다. 그러면서 벨로리는 《성 제롬의 마지막 성찬식》을 높이 평가하면서도 아고스티노는 거의 전적으로 동생 안니발레를 지원하는 역할에 국한되었으며, 작업의 대부분을 식각 제작에 바쳤다며 그를 비난했다.
화가 아고스티노 카라치에 대한 현대의 비평적 평가는 아마도 그에 대한 과거의 부정적인 기록들로 인해 여전히 어려움을 겪고 있을 것이다. 그에 대한 주요 단행본이 아직 한 권뿐이라는 사실(미국의 스티븐 E. 오스트로, 1966년, 이탈리아어로 번역되지 않음)과 아고스티노의 개인전이 아직 한번도 열리지 않았다는 사실은 그가 여전히 과소평가된 예술가임을 보여주는 중요한 요소일 것이다.
그러나 그의 유명한 형제 및 친척들과 더불어 그의 예술적 역할에 대한 인식이 더 깊어지고 그의 개인 작품에 대한 정보가 더 많아지면서, 아고스티노에 대한 긍정적인 재평가가 나오고 있다.

## 작품

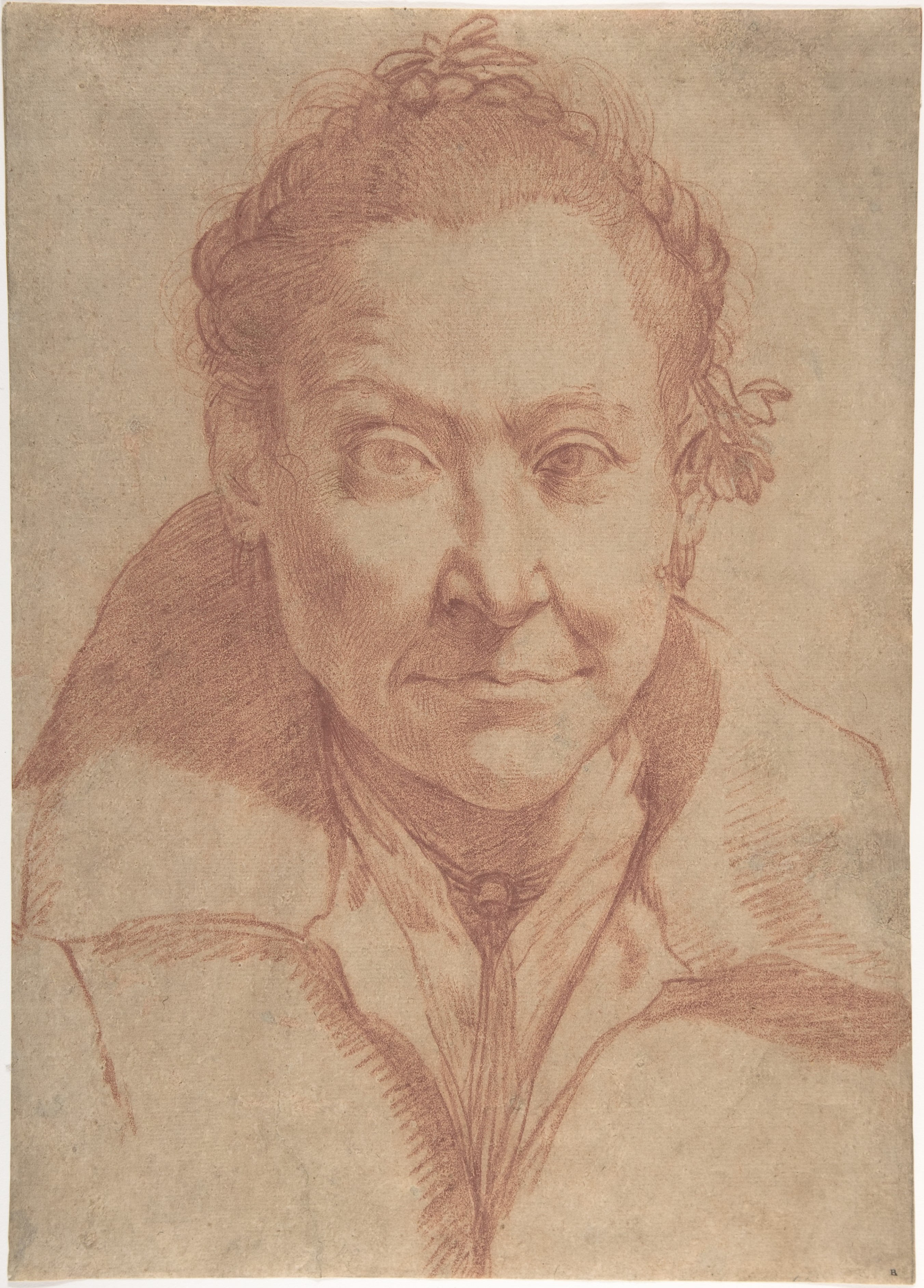
여성의 초상화 습작, 메트로폴리탄 미술관
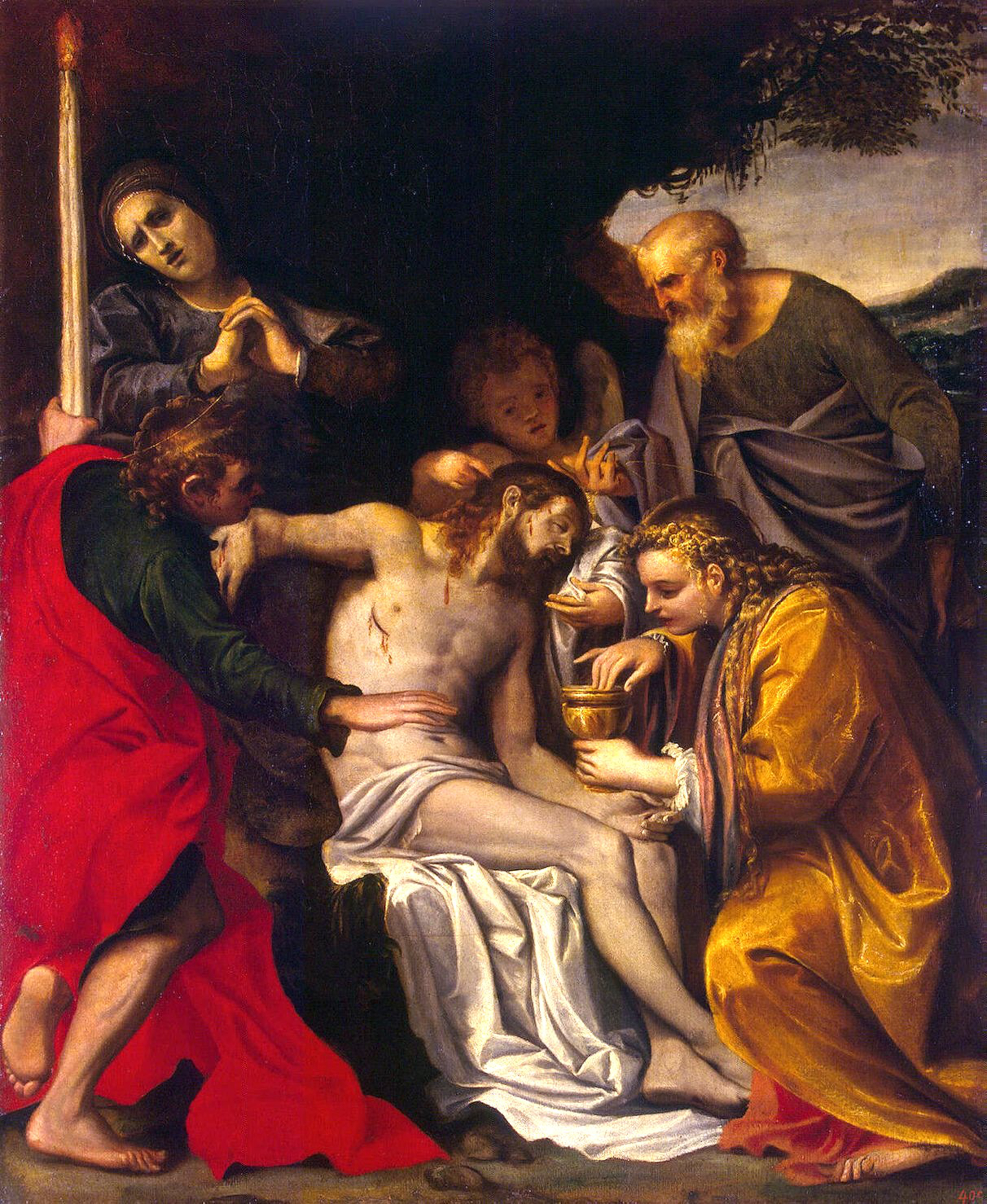
《애도》(The Lamentation), 1586년경, 에르미타시 박물관
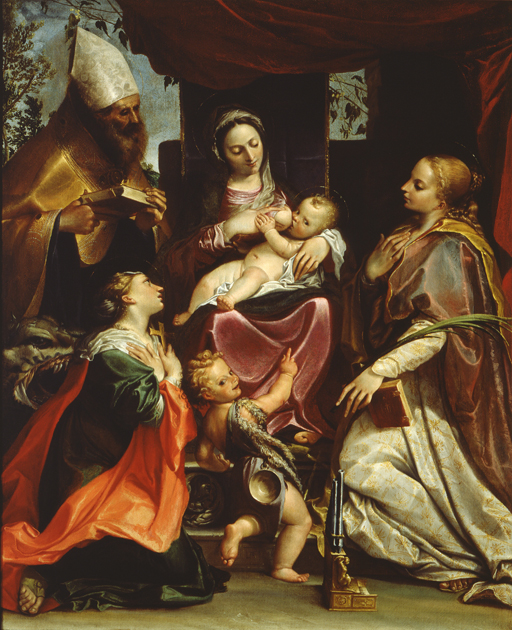
《성인과 함께 있는 마돈나와 아이》, 1586년, 파르마 국립미술관
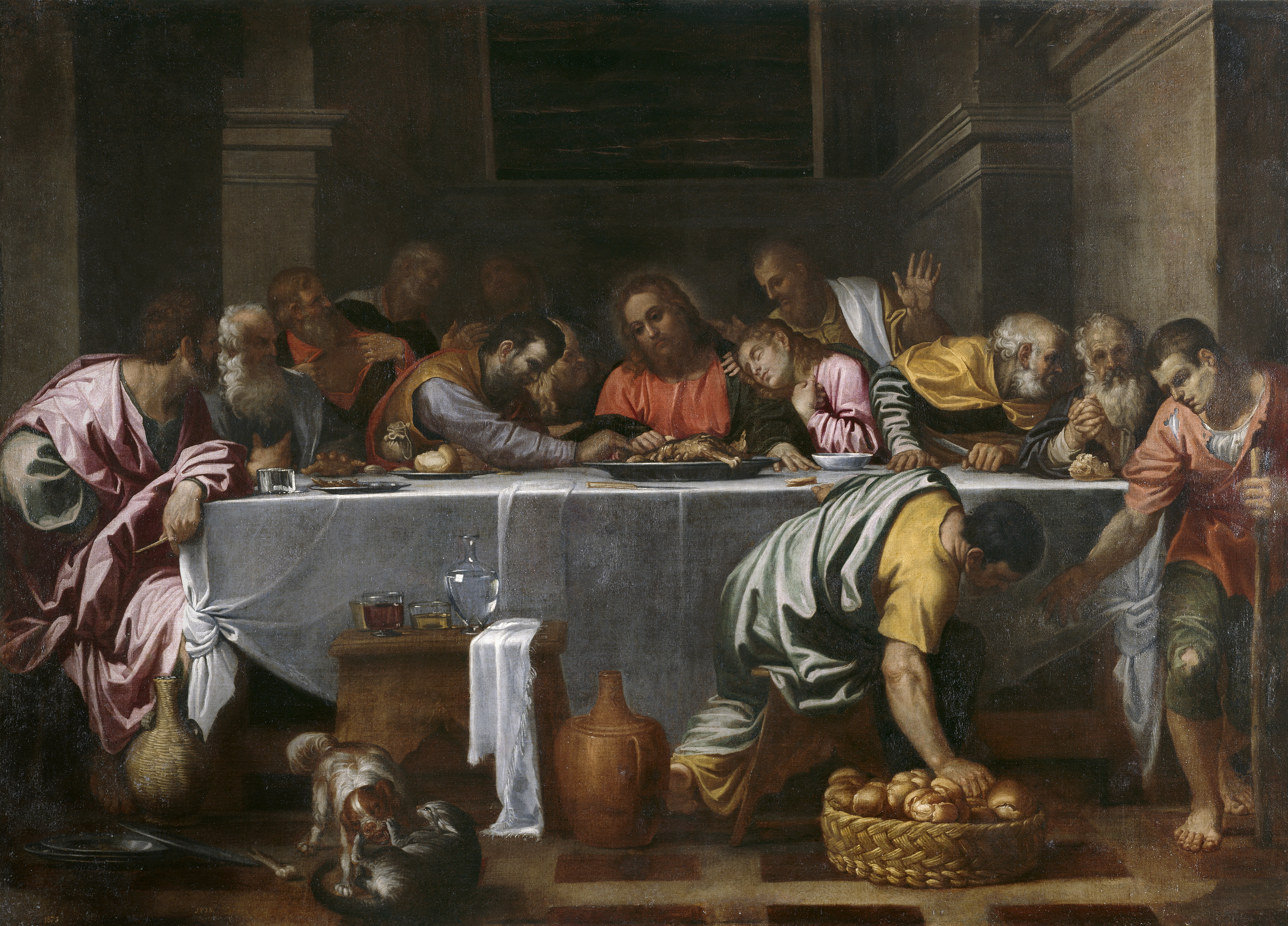
《최후의 만찬》, 1593년~1594년, 프라도 미술관
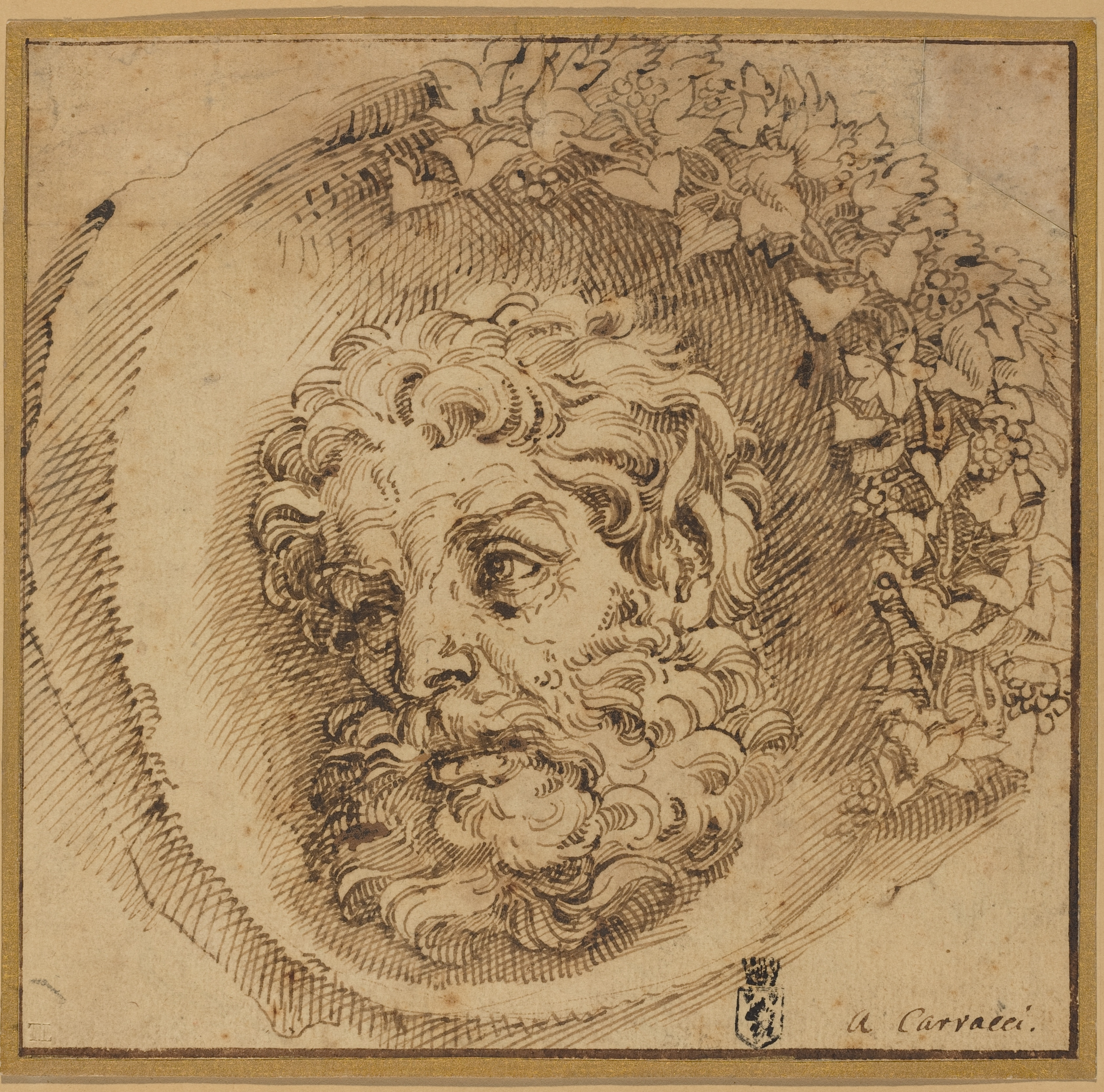
《파운의 머리》, 1595년경, 내셔널 갤러리 오브 아트
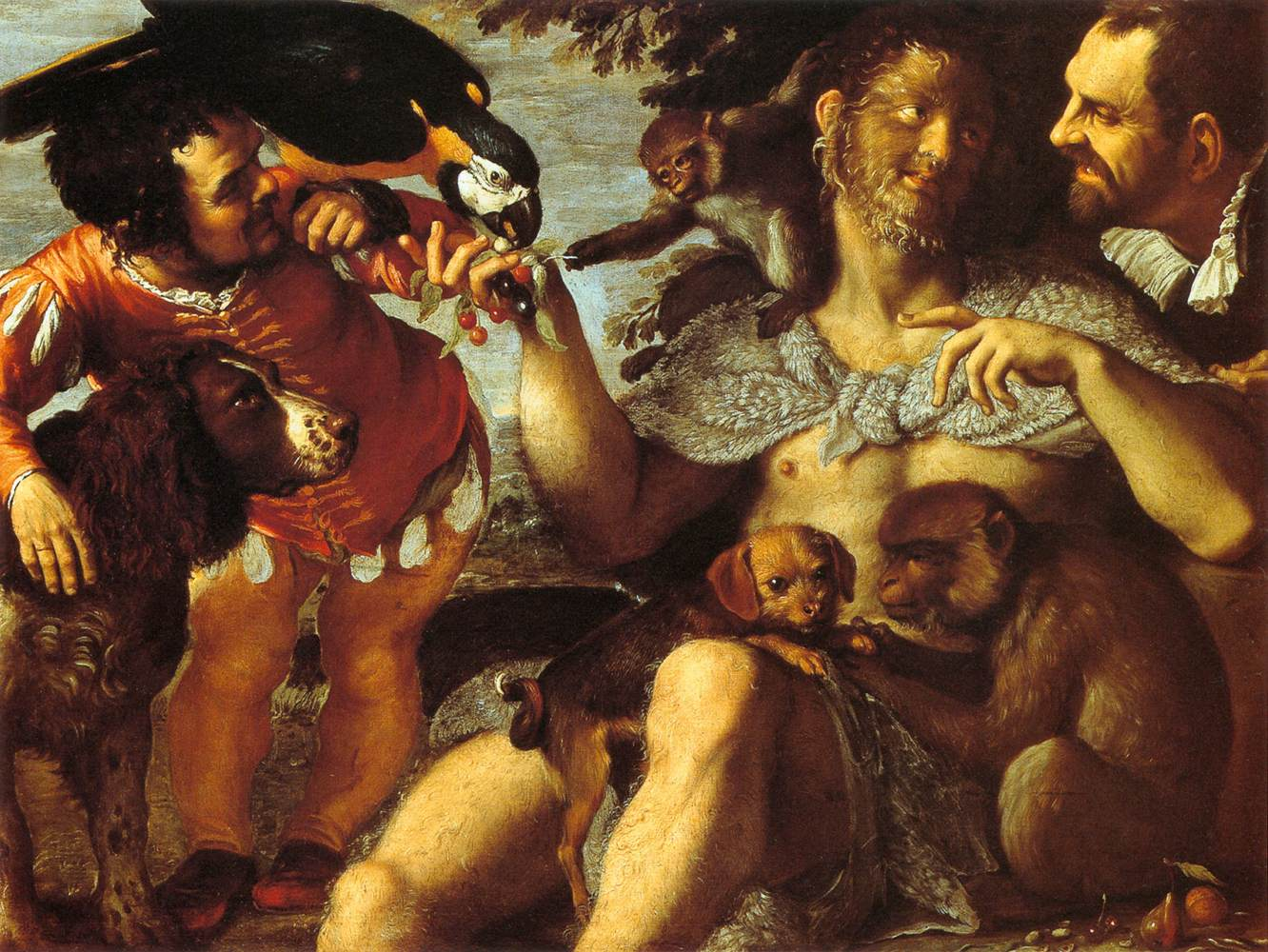
Arrigo, Pietro 및 Amon의 삼중 초상화, 1598년경, 카포디몬테 미술관
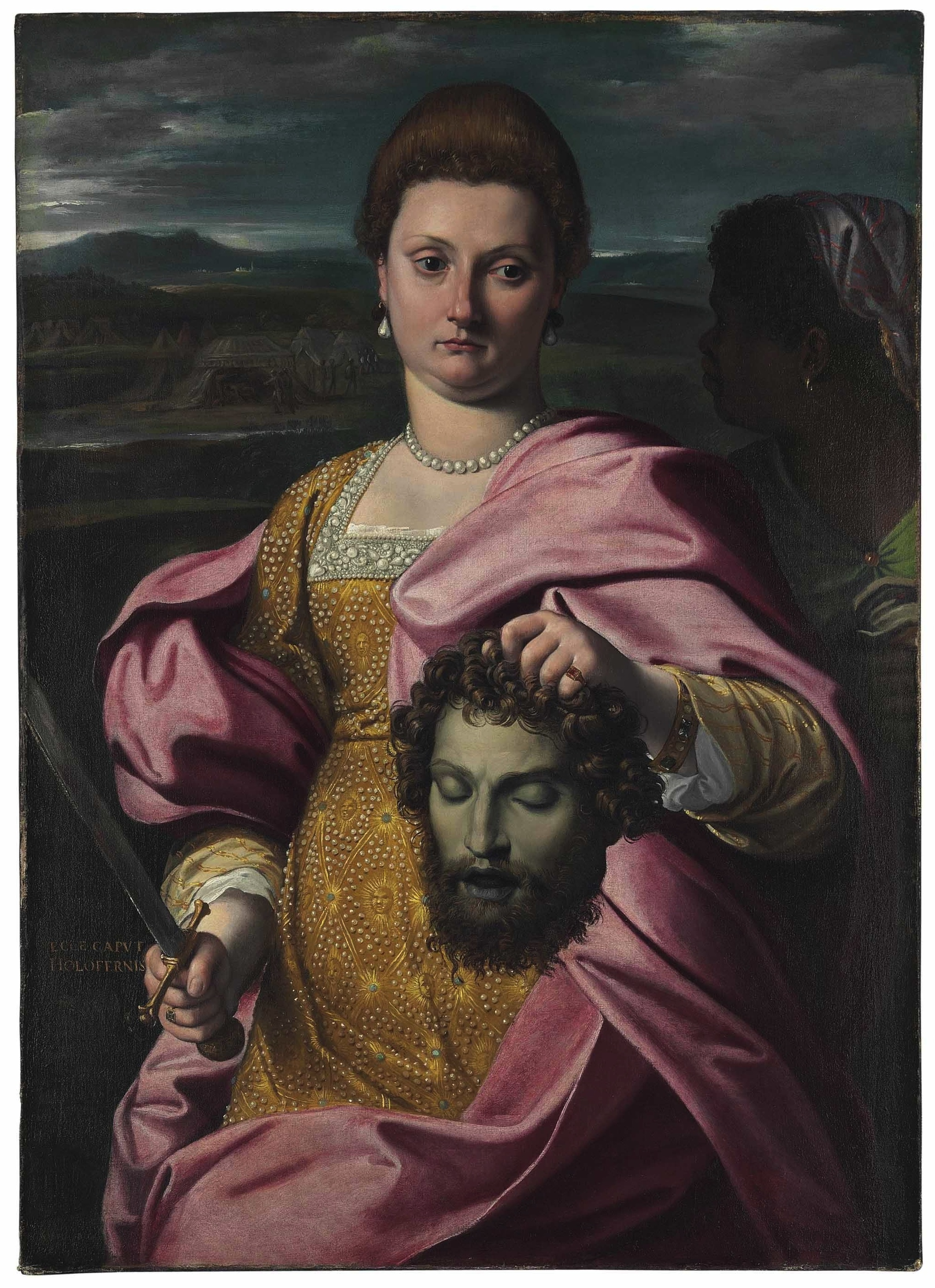
《유디트와 홀로페르네스 역의 올림피아 루나와 멜키오레 조피오의 초상화》

- 1573 – 《피에타》 (무스카렐 미술관, 버지니아주 윌리엄스버그[6])
- 1586 – 《성인과 함께 있는 마돈나와 아이》 (파르마 국립미술관)
- 1586c. – 《애도》 또는 《피에타》 (에르미타시 박물관[7])
- 1589–1595c. – Reciprico Amore (판화, 볼티모어 미술관[8])
- 1590c. – 《수태 고지》 (루브르 박물관[9])
- 1590–1595 – 유디트의 여성 초상화 (개인 소장)
- 1592–1593c. – 《승천》 (볼로냐의 Ss. Salvatore 교회)
- 1592-1597 – 《성 제롬의 마지막 성찬식》 (볼로냐 국립미술관)
- 1595c. – 《파운의 머리》 (원형 그림, 내셔널 갤러리 오브 아트)
- 1598-1600 – Arrigo, Pietro 및 Amon의 삼중 초상화 (카포디몬테 미술관, 나폴리)

## 참고 문헌
- Stephen E. Ostrow, Agostino Carracci (1966), 논문(박사) 뉴욕대학교, 뉴욕